# Hippurarctia
Hippurarctia is een geslacht van vlinders van de familie spinneruilen (Erebidae), uit de onderfamilie Arctiinae.

## Soorten
- H. bergeri Kiriakoff, 1953
- H. cinereoguttata (Strand, 1912)
- H. ferrigera (Druce, 1910)
- H. judith Kiriakoff, 1959
- H. taymansi (Rothschild, 1910)
- H. vicini Kiriakoff, 1953